# John Ross
John Ross (2 de outubro de 1926 – 18 de fevereiro de 2017 ) foi um químico estadunidense.
Foi professor catedrático de química da cadeira "Camille and Henry Dreyfus", professor emérito da Universidade Stanford.

## Educação e carreira
B.S., 1948, Queens College; Ph.D., 1951, Instituto de Tecnologia de Massachusetts.